# بیکزیان
بیکزیان (انگلیسی: Bikzyan) یک شهرک در شهرستان بورایفسکی باشقیرستان کشور روسیه است.